# Heptozy
Heptozy – cukry proste zawierające siedem atomów węgla w cząsteczce.
Do heptoz należą:
|  |  |